# Sarjarvaggejavri
Sarjarvaggejavri är en sjö i Gällivare kommun i Lappland och ingår i Kalixälvens huvudavrinningsområde. Sjön har en area på 0,728 kvadratkilometer och ligger 866 meter över havet.